# Jasus frontalis
Espèce
Statut de conservation UICN

 DD  : Données insuffisantes
Jasus frontalis, la Langouste de Juan Fernandez, est une espèce de crustacés endémique à l'archipel Juan Fernández, au Chili.